# 池明华
池明华（1962年3月6日—）是中国已退役的职业足球运动员，司职后卫，长期效力于广东队和职业化后的广东宏远，虽然作为后卫池明华身体条件不占任何优势，但是仍长期入选中国国家队，是职业联赛初期广东球队中名气较大的球员之一。
1998年，池明华离开跟随刚刚被收购的深圳金鹏队离开广东，加盟重新组建的云南红塔，参加了甲B联赛，赛季结束后退役，当时已年近37岁，在中国足球界中属于球员生涯极长的球员之一。
退役后池明华在广东省足协负责青少年足球等工作，2005年曾经在参加香港联赛的东莞联华担任副总经理。2008年后，池明华先后担任广东女足青年队、广东女足主教练。